# Esper
Esper é um indivíduo capaz de realizar telepatia e outras habilidades paranormais. O termo foi aplicado por Alfred Bester em seu conto de 1950, "Oddy and Id", e é derivado da abreviação de ESP de Extrasensory Perception, percepção extrassensorial. O termo não tem um uso muito comum no ocidente, no entanto, é bem conhecido no Japão, tal como atestado em várias mídias nipônicas como na franquia Final Fantasy e nos animes Spy × Family, Denpa Onna to Seishun Otoko, Suzumiya Haruhi no Yūutsu, Kotoura-san, Toaru Majutsu no Index, A Certain Scientific Railgun, Tokyo ESP, Danganronpa, One Punch-Man, Durarara!! e Mob Psycho 100, e principalmente devido ao jogo Pokémon da produtora Game Freak, em que Esper é um dos tipos possíveis (conhecido no ocidente como "psíquico") dos monstros presentes.